# Elektroflugzeug
Ein Elektroflugzeug (oder elektrisches Flugzeug) ist ein Flugzeug, das durch elektrische Energie angetrieben wird.
Mit den seit den 1990er Jahren verfügbaren Lithium-Ionen-Akkus und wachsender Energiedichte der Akkumulatoren wurden Elektroflugzeuge, zumindest für Kurzstreckenflüge, allmählich möglich. Elektrische Flugzeugantriebe sind eine technologische Option im Hinblick auf eine Energiewende im Bereich Luftverkehr. Auch durch Brennstoffzellen angetriebene Wasserstoffflugzeuge gehören indirekt zu den Elektroflugzeugen.
Elektroflugzeuge sind eine Form der Elektromobilität.

## Hintergrund
In Anbetracht der Energiewende und nicht endlos verfügbarer fossiler Energieressourcen ergibt sich die Notwendigkeit, Flugzeuge auf erneuerbare Energien umzustellen. Neben aus erneuerbaren Energien gewonnenen grünem Wasserstoff oder Sustainable Aviation Fuel, sind Elektroflugzeuge ein Ansatz, um dies für kürzere Distanzen zu realisieren. Da viele Flüge tatsächlich nur Kurzstreckenflüge bis 1000 Kilometer sind, ist das ein möglicher Ansatz, der inzwischen verstärkt erforscht und entwickelt wird. Insbesondere für Geschäftsreiseflugzeuge, bei denen im Jahr 2022 Dreiviertel der Flugziele von deutschen Flughäfen aus weniger als 500 km entfernt lagen.
Bei batterieelektrischen Propellerflugzeugen entstehen weder direkte Treibhausgasemissionen, noch indirekte, wie langlebige Kondensstreifen-Zirren, die bei herkömmlichen Flugzeugen den Hauptteil der Treibhauswirkung ausmachen und auch bei der Verwendung von synthetischen Kraftstoffen auftreten.

## Technologie
Bisher werden Elektromotoren mit Propeller, Mantelpropeller bzw. Rotoren durch den Strom der an Bord befindlichen Stromspeicher, wie Akkumulatoren bzw. Superkondensatoren angetrieben. Falls die erforderliche Energie unmittelbar durch Sonnenstrahlung erzeugt wird, dann ist es ein Solarflugzeug. Alternativ kann der Strom durch mitgeführten Wasserstoff über Brennstoffzellen erzeugt werden, dann handelt es sich um ein Wasserstoffflugzeug. Ein Hybridelektroflugzeug ist dagegen eine Kombination von einem elektrischen Antrieb mit einem Verbrennungsantrieb, dies stellt eine zukünftige Alternative für Reichweiten bis inklusive Mittelstrecken dar. Die Bauform als senkrechtstartendes Kurzstreckenflugzeug ohne Pilot, das eher für den Großstadtverkehr gedacht ist, nennt man Autonomes Flugtaxi bzw. eVTOL.

### Eigenschaften
Vorteile
- viel höherer Wirkungsgrad von Elektromotoren gegenüber Verbrennungsantrieben im weiten Drehzahlbereich, damit grundsätzlich eher energieeffizient
- Ähnlich der Rekuperation beim Elektroauto, kann ein Propeller-Elektroflugzeug selbst Strom erzeugen. Wenn das Flugzeug gleitet – beim Abstieg oder wenn es die Geschwindigkeit verringert –, versetzt die vorbei strömende Luft den Propeller in Rotation und der Motor funktioniert als Generator, der elektrischen Strom produziert und den Akku speist. Das Elektroflugzeug kann also Energie in Form von Flughöhe speichern.

Nachteile
- mit Batterien als Hauptenergiespeicher nur Kurzstreckenflüge möglich und das bei nur eher kleinen Flugzeugen; Batterien haben eine viel geringere Energiedichte als Brennstoffe, somit ergibt sich bei größeren Energiemengen schnell ein höheres Startgewicht

Die Flugleistungen, insbesondere die Reichweite der Neuentwicklungen reicht noch nicht an herkömmliche Antriebe heran, die Betriebskosten – vor allem für den Energieeinsatz – sind aber erheblich geringer. Der Grund dafür ist: Kerosin hat eine Energiedichte von 43 MJ/kg, dagegen haben selbst die besten Lithium-Ionen-Akkumulatoren nur eine Energiedichte von 1 MJ/kg.
| Technologie       | Energiedichte in Wh/kg | Anschaffungskosten in Euro/kWh | Verbrauchskosten    |
| ----------------- | ---------------------- | ------------------------------ | ------------------- |
| Kondensatoren     | 0,1–15                 | 5.150–12.000                   | 0,13–0,76 Euro/kWh  |
| Lithium-Batterien | 90–250                 | 100–200                        | 0,13–0,76 Euro/kWh  |
| Kerosin           | ca. 11.500             | –                              | ca. 0,50 Euro/Liter |

Hauptvorteil eines elektrischen Antriebs ist seine Wartungsfreiheit. Diese macht bei konventionellen Antrieben einen erheblichen Anteil der Betriebskosten aus. Ein zusätzlicher Vorteil ist die material- und umweltschonende Laufruhe durch die fast vollkommene Abwesenheit von Vibrationen. Außerdem entfallen komplett alle Wartungs- und Kontrollarbeiten bezüglich Öl, Kühlwasser, Treibstoff- und Luftfilter, Auspuffanlage und Getriebe sowie die immense Gefahr, in einem Flugzeug eine hochentzündliche, explosive Flüssigkeit zu transportieren. Darüber hinaus leisten Elektroantriebe das gewünschte Drehmoment bei jeder Temperatur, Luftdichte und Drehzahl. Dies ist vor allem für die kritische Startphase von Flugzeugen von erheblicher sicherheitstechnischer Bedeutung, aber auch beim Aufstieg in eine energieeffiziente Flughöhe.

### Antrieb
Wegen des möglichst geringen Gewichtes von Flugzeugen ist eine hohe Drehmomentdichte gefordert, daher werden meist Scheibenläufermotoren verwendet.

#### Ionenantrieb
In Zukunft könnten Plasmaantriebe zum Einsatz kommen, die inzwischen in Laboratorien in China und Spanien näher untersucht wurden. Dabei wird Luft in eine Glasröhre eingesaugt und bei einer Mikrowellenstrahlung im Gigahertzbereich zerlegt, diese dabei erzeugten Ionen strömen mithilfe eines Kraftfeldes mit 1000 Grad Celsius nach außen. Diese so beschleunigten Ionen können pro Kilowatt einen Schub von etwa 28 Newton erzeugen. Die Energieeffizienz ist dabei vergleichbar mit der eines Jettriebwerks. 2018 hob erstmals ein kleiner Flugkörper des Massachusetts Institute of Technology mit Ionenantrieb in den Vereinigten Staaten ab und flog in einer Höhe von 47 Zentimetern über eine Strecke von 60 Metern. In der Raumfahrt wird (im Weltraum) der Ionenantrieb schon tatsächlich bei Sonden und Satelliten verwendet. Für die kommerzielle Luftfahrt ist der verfügbare Schub aber noch viel zu gering.

## Geschichte

### Anfänge und frühe Entwicklungen
Voraussetzungen für einen Elektroflug waren die Erfindungen der Luftfahrttechnik und die Erfindung von Elektromotoren. Der wahrscheinlich erste elektrisch angetriebene Flug war am 8. Oktober 1883 von Gaston Tissandier mit einem Luftschiff. Darüber hinaus gab es das 1884 von Arthur Constantin Krebs ebenfalls mit einem Luftschiff mit dem Namen La France.
In der Sowjetunion wurde ab 1961 eine Maschine des strategischen Bombers TU-95 mit Nuklearantrieb getestet. Das Tu-95LaL und Tu-119 genannte Flugzeug hatte einen Atomreaktor an Bord, der jedoch nie als Antrieb diente, es war eine Machbarkeitsstudie für einen Fernbomber und -aufklärer mit Nuklearantrieb.
Modellflugzeuge wurden schon vor 1973 etwa von Fred Militky mit leisen Elektromotoren ausgestattet.
Als erster Flug eines bemannten (Flächen-)Elektroflugzeuges gilt gemeinhin der Erstflug der MB-1E (MB: Militky Brditschka) OE-9023 am 21. Oktober 1973, mit dem der Österreicher Heino Brditschka (* 1950, Sohn von Heinrich Brditschka, * 1930) als Pilot einen lange Zeit nicht überbotenen Eintrag im Guinness-Buch der Rekorde hielt. Die Angaben zur Länge des Fluges variieren von 9:05 min bis 14 min. Der Flug erfolgte nach 70 m Startstrecke in 300–360 m Höhe und mit einer Maximalgeschwindigkeit von 139 km/h. Das MTOW betrug 440 Kilogramm, NiCd-Akkus von Varta lieferten 15 kW Leistung, ein Bosch-Motor wirkte über mehrere Riemenscheiben einstufig ins Langsame untersetzt auf die Druckschraube hinter der Kabine. Das Flugzeug gelangte irgendwann unvollständig ins Flugmuseum Graz-Thalerhof, wurde hier ab 2016 ergänzt und restauriert und wurde am 26. Oktober 2017 – nicht flugfähig – Besuchern präsentiert. Nun plant HB-Flugtechnik, die HB-23 (bisher mit Verbrenner) mit Akku-Elektromotorantrieb auszustatten.
Bereits 1981 flog als erster Deutscher der Heidelberger Ingenieur Karl Friedel mit zwei umgebauten Bosch-Scheibenwischermotoren mit je 3 kW Leistung mit dem Hängegleiter „Windspiel“ einen Rekord und machte von sich Reden. Gespeist ebenfalls von gewöhnlichen Nickel-Cadmium-Zellen flog er anlässlich der RMF, später in AERO umbenannt, 12 Minuten 30 Sekunden auf dem Flugplatz Friedrichshafen-Löwental. Deutschlands erster Elektroflug! Das „Flugzeug“ befindet sich heute im Technik-Museum in Sinsheim. Ebenso wurde das Gerät anlässlich des Militky-Kup in Pfäffikon (nähe Zürich) im gleichen Jahr als erster Elektroflug in der Schweiz vorgeführt.
1981 überwand Steve Ptacek mit dem Solarflugzeug Solar Challenger erstmals den Ärmelkanal, bei einer Flugdauer von 5 Stunden und 23 Minuten.

### Von 2000 bis 2019

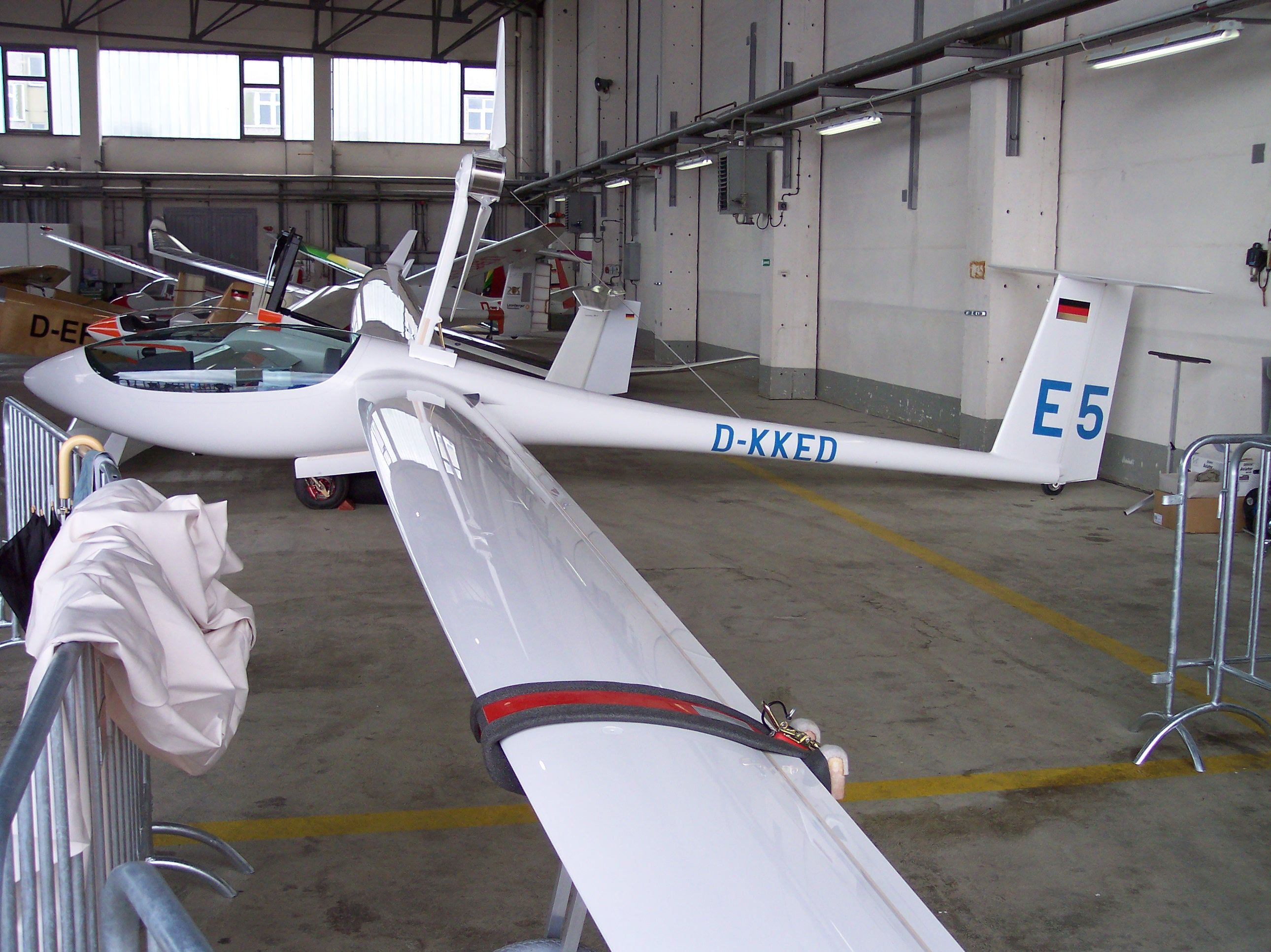
Die Antares 20E von Lange Aviation ist das erste eigenstartfähige, personentragende Elektroflugzeug der Welt mit in die Flügel integriertem, patentiertem Batteriesystem und EASA-Zulassung (Bild vom 8. Juli 2006).

Die Europäische Agentur für Flugsicherheit (EASA) erteilt der Lange Aviation GmbH (bzw. deren Vorgängergesellschaft Lange Flugzeugbau GmbH) am 31. Januar 2006 erstmals eine Musterzulassung für einen Elektromotor für die allgemeine Luftfahrt, den EA42. Der Antrag hierfür war am 30. Dezember 1995 gestellt worden. In Deutschland wird damit das erste eigenstartfähige Elektro-Segelflugzeug mit EASA-Musterzulassung hergestellt, die Lange Antares 20E. Die ebenfalls deutsche Entwicklung Silent AE-1 erhält ihre Musterzulassung im Ultraleicht-Bereich. Elektroflugzeuge finden eine häufige Verwendung in Form von Modellflugzeugen, beispielsweise Shock Flyer und Slowflyer.
Pipistrel entwickelt seit 2006 den Elektro-Motorsegler Pipistrel Taurus in der UL-Klasse. Erstflug war im Dezember 2007, die Serienproduktion der zweiten Generation Taurus Electro G2 wurde Anfang 2011 aufgenommen.
Seit etwa 2007 gibt es längliche Blimps mit Längen von etwa 1,5–10 m für Foto- oder Videoflug, die nur indoors oder bei wenig Wind eingesetzt werden können und später von Quadrocopter-Drohnen abgelöst werden.
Neue Impulse gab es im Frühjahr 2009 in Friedrichshafen auf der Messe speziell zum Thema „Elektroflug“. Seit dem Jahr 2009 befindet sich das UL Yuneec in Flugerprobung. Es verfügt über einen 30-kW-Motor und in der Standardausstattung über eine Batteriekapazität von 1,5 Stunden. Der Verkaufsstart war für das Jahr 2011 avisiert, der bis dato genannte Preis ist konkurrenzfähig mit herkömmlichen ULs und Motorseglern.
Im Jahr 2011 entwarf Calin Gologan in seiner neu gegründeten Firma PC-AERO das erste UL-Flugzeug mit Solar-Zellen und Elektro-Antrieb, die Solar-One. Sie wurde in mehreren Exemplaren mit und ohne Solarzellen gebaut. Weiterentwicklungen auf Basis der Elektra One sind die zweisitzigen bemannten und unbemannten Flugzeuge Elektra Two, u. a. auch seit 2017 als SolarStratos im Einsatz und der neue Elektra Trainer, das seit Oktober 2024 musterzugelassene Schulflugzeug
Seit etwa 2012 sind metallisierte Folienballons als Spielzeug erhältlich, die elektrisch angetrieben werden. Einerseits solche in Zeppelin/Zigarren-Form mit vorne Li-Ion-Akkus und hinten 1–2 Motoren. Eine kleinere einfachere Version weist einen eher flach-linsenförmigen Auftriebskörper auf und ein Paar unterhalb, rechts und links der Mitte angeordnete Motoren, deren Drehzahl getrennt angesteuert und deren gemeinsamer Träger so um eine Querachse gedreht werden kann, dass mittels Auf- und Abwärtskomponente ein Steigen und Fallen bewirkt werden kann. Die Minimalvariante hat einen schmal-hohen Querschnitt und eine Heckflosse, die rasch um eine vertikale Achse entweder ganz nach rechts oder links oder dauerhaft wackelnd verschwenkt werden kann. Sie ist das einzige Vortriebs- und Steuerelement. Der insgesamt nur etwa 50–60 cm lange Ballon muss auf leicht sinkend getrimmt sein, die Aktivierung des Antriebs lässt ihn etwas aufsteigen.

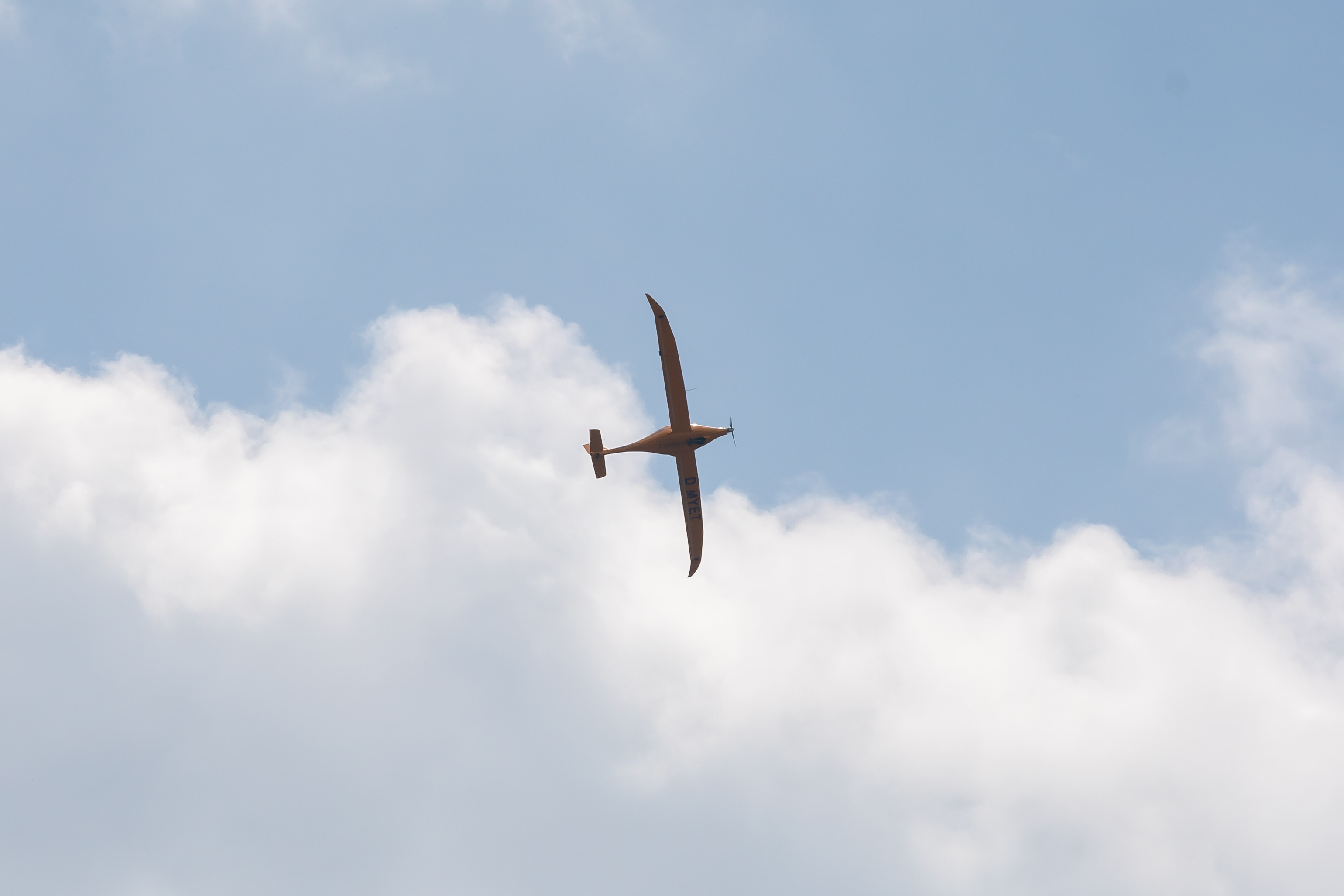
Der Elektra Trainer der Firma Elektra Solar GmbH ist seit 19. Januar 2023 zugelassen als Reise- und Schulflugzeug der Ultraleicht-Klasse bis 600 kg. Reichweite bis 400 km. (Bild von Flugvorführung ILA 2024)

In den USA ist ein neues Projekt in Arbeit: Aus dem bereits flugfähigen Kitplane-Prototyp (Bausatzflugzeug) Electra-Flyer-C soll der Zweisitzer Elektra-Flyer-X hervorgehen.
Nach der flugfähigen Konzeptstudie Airbus E-Fan arbeitet Airbus an der Konzeption eines Verkehrsflugzeugs für etwa 80 Passagiere, das elektrisch angetrieben werden soll. Dabei soll auch ein Aufladen der Akkus durch Rückgewinnung von Energie beim Gleit- bzw. Sinkflug möglich sein.
Zwischen 2015 und 2016 gelang den Schweizern Bertrand Piccard und André Borschberg die Weltumrundung mit dem Solarflugzeug Solar Impulse. Ziel des Vorhabens war für die Notwendigkeit des Energiesparens aufmerksam zu machen.
Das Nachfolgemodell zur Elektra-One-Solar, die Elektra-Two-Solar wird seit 2017 in dem schweizerischen Projekt SolarStratos für Höhenforschungsflüge eingesetzt.
Auf der Pariser Luftfahrtschau 2019 wurde mit der Eviation Alice ein Verkehrsflugzeug für 9 Passagiere vorgestellt, das 2022 den kommerziellen Betrieb aufnehmen soll.
Der nach Unternehmensangaben erste Flug eines elektrisch angetriebenen Verkehrsflugzeugs fand im Dezember 2019 mit einer umgerüsteten DHC-2 Beaver statt, die vom Fraser River bei Vancouver aus startete. Die Umrüstungen für den Elektroantrieb führte die Firma Magnix aus Seattle durch. Der Flug wurde von Greg McDougall, dem Chef der betreibenden Harbour Air durchgeführt.

### Ab 2020

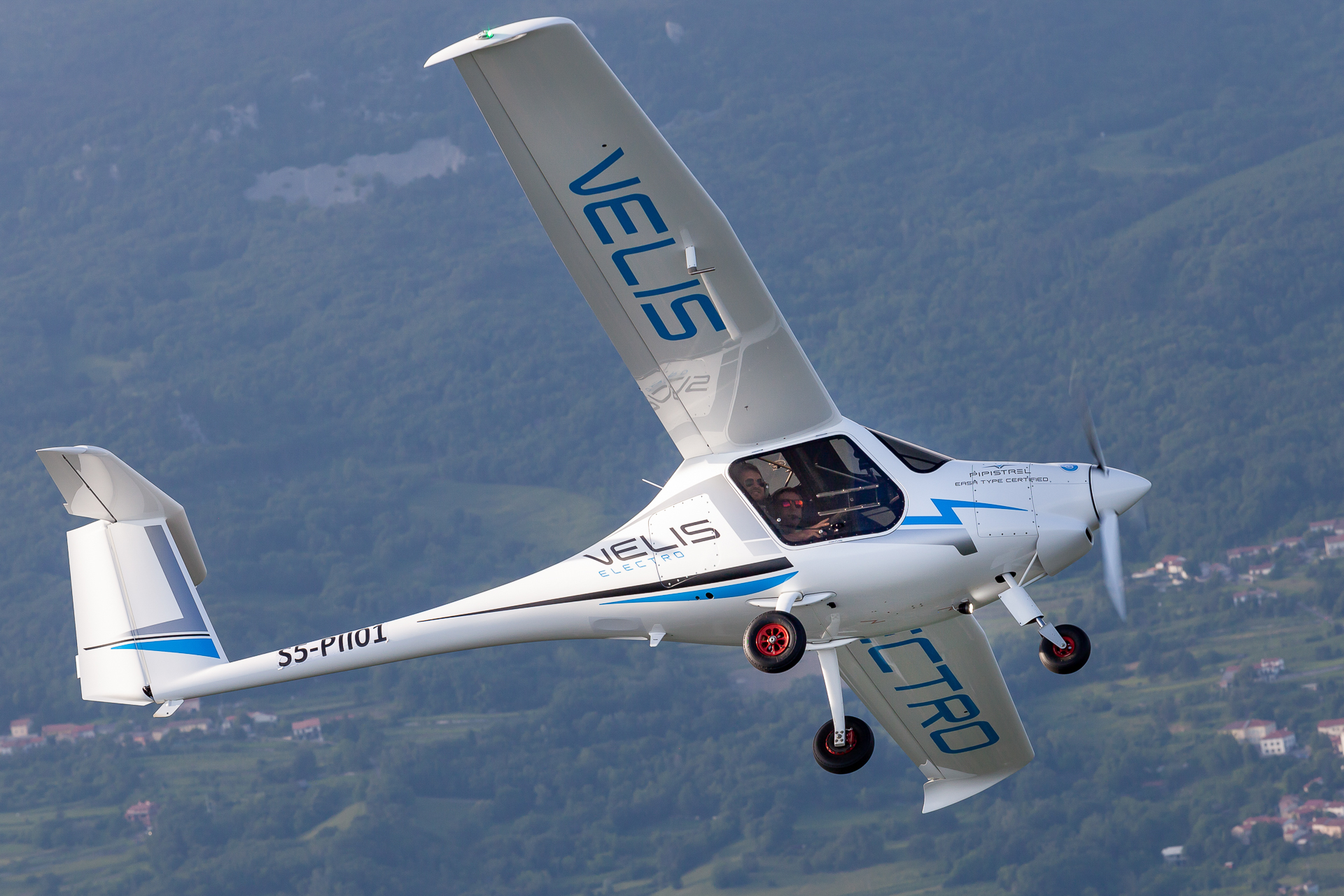
Die Velis Electro von Pipistrel ist ein Elektroflugzeug mit Typzulassung von der Europäischen Agentur für Flugsicherheit seit 2020 (Bild vom 3. Juni 2020)

Am 28. Mai 2020 stellten die Firmen MagniX und AeroTEC das bisher größte Elektroflugzeug vor, mit einer umgerüsteten Cessna 208 Caravan. Dieses Flugzeug flog 30 Minuten rein elektrisch mit einem Magni-500-Elektromotor mit 560 Kilowatt. Es bietet Platz für neun Passagiere und startete vom Grant County International Airport im US-amerikanischen Bundesstaat Washington.
Im Juni 2020 erhielt mit der die slowenischen Pipistrel Velis Electro ein weiteres Elektroflugzeug eine Typzulassung von der Europäischen Agentur für Flugsicherheit (EASA). Dieses Flugzeug soll hauptsächlich für die Pilotenausbildung eingesetzt werden. Es hat einen Elektromotor vom Typ Pipistrel E-811-268MVLC mit maximal 57,6 Kilowatt.
Anfang August 2021 absolvierte die EMB-203 Ipanema Electric Demonstrator des brasilianischen Konzerns Embraer ihren Erstflug. Das elektrische Antriebssystem der EMB-203 Ipanema wurde von der Firma WEG Equipamentos Elétricos aus Jaraguá do Sul entwickelt, das Kühlsystem vom US-amerikanischen Zulieferer Parker Aerospace.
Nach Fusion von PC-AERO und der DLR-Tochter Elektra-UAS im Jahr 2016 zur Firma Elektra-Solar GmbH firmiert die Solar-One als Elektra One Solar und wurde im Jahr 2021 als Ultra-Leicht-Flugzeug zugelassen. Die Weiterentwicklung der Elektra-One-Solar zum zweisitzigen Schulflugzeug Elektra-Trainer wurde am 1. April 2022 erstmals im Deutschen Museum der Öffentlichkeit vorgestellt und war auf der AERO 2022 im Rahmen der electric flight-Ausstellung, ehe am 29. Juni 2022 der Erstflug auf dem Allgäu-Airport öffentlich zelebriert wurde. Seither gewinnt der Elektra Trainer jährlich die eTrophy, den Reichweitenwettbewerb des schweizerischen ElectryFly-In in Bern.

### Planung
Das Wright-Electric-Konzept wollte in Kooperation mit EasyJet, ab 2027 rund 180 Passagiere über 540 km rein elektrisch befördern. Damit wäre z. B. die Strecke von Amsterdam nach London möglich.
Ab einer Energiedichte der Akkus von 400 Wh/kg wird angenommen, dass Elektroflugzeuge mit Kerosin angetriebenen Flugzeugen annähernd in Konkurrenz treten können. Momentan liegt die maximale Energiedichte von Lithium-Ionen-Akkumulatoren bei etwa 260 Wh/kg (Stand: 2021).
Im April 2023 kündigte das chinesische Unternehmen Contemporary Amperex Technology (CATL) einen Festkörperakkumulator (condensed battery) an, der eine Energiedichte von 500 Wh/kg haben und noch im Jahr 2023 in Massenproduktion gehen soll. CATL arbeitet mit ungenannten Herstellern der Flugzeugbranche zusammen, um deren Sicherheitsstandards erfüllen zu können. Bereits im März 2023 stellte der US-Hersteller Amprius Technologies Akkumulatoren mit einer ähnlichen Energiedichte für dasselbe Anwendungsgebiet vor.